# Alexandre Protopopov
Pour les articles homonymes, voir Protopopov.
Alexandre Dmitrievitch Protopopov (en russe : Александр Дмитриевич Протопопов), né le 18 décembre 1866, condamné à mort et exécuté le 27 octobre 1918 à Saint-Pétersbourg, est un homme politique russe. Il fut membre du zemstvo de Simbirsk, vice-président de la Douma d'État de l'Empire russe de 1914 à 1916, et dernier ministre de l'Intérieur de l'Empire russe de 1916 à 1917.

## Biographie
Issu d'une famille aisée connue déjà vers le milieu du XVe siècle, Alexandre Dmitrievitch Protopopov fut un grand propriétaire terrien du gouvernement de Simbirsk, il posséda des usines dont une manufacture de textiles.
Il étudia dans une école militaire et servit quelques années dans l'armée impériale de Russie.

### Carrière politique

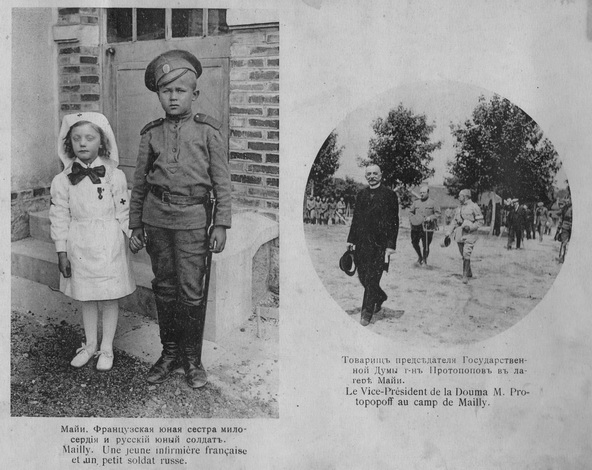
Images de propagande du corps expéditionnaire russe en France en 1916. À g., enfant soldat russe avec une petite infirmière française ; à dr., A. Protopopov, vice-président de la Douma, visitant les troupes à Mailly-le-Camp.

Alexandre Dmitrievitch Protopopov fut un membre actif du zemstvo du gouvernement de Simbirsk. À partir des élections de 1907, il fut membre de la troisième et quatrième Douma où il siégea comme octobriste. En 1914, il fut élu vice-président de la Douma, poste qu'il conserva jusqu'en 1916.
Au printemps 1916, il fit partie d'une mission en France pour resserrer les liens entre la Russie et l'Entente. Mais, au retour, il rencontra en Suède un émissaire allemand, l'homme d'affaires Fritz Warburg, neveu du banquier Max Warburg, ce qui fit croire à des pourparlers secrets entre la Russie et les Empires centraux. 
En septembre 1916, Nicolas II le nomma ministre de l'Intérieur sur proposition de la tsarine Alexandra Feodorovna, en remplacement d'Alexandre Khvostov démis de ses fonctions. Personne ne se faisait d'illusions sur les faibles capacités intellectuelles de Protopopov, mystique et instable, mais il était un partisan du guérisseur Raspoutine, favori de l'impératrice. Sa docilité envers le couple impérial lui valut de perdre tout crédit auprès de ses collègues de la Douma. 
Au début des troubles de février 1917, il fit croire au tsar, qui était à son quartier général de Moguilev, que l'agitation serait facile à mater : Nicolas II ordonna alors à l'armée de réprimer les ouvriers sans prévoir que la garnison de Petrograd passerait du côté de l'insurrection, entraînant la révolution de février 1917. Quand les insurgés furent maîtres de la ville, Protopopov courut se réfugier à la Douma pour échapper au lynchage.

### Décès
Après le 3 mars 1917 (16 mars dans le calendrier grégorien), date de l'abdication de Nicolas II, le gouvernement provisoire ordonna l'arrestation d'Alexandre Protopopov. Il fut incarcéré à la forteresse Pierre-et-Paul à Pétrograd. Après la prise de pouvoir par les Bolcheviks, il fut exécuté le 27 octobre 1918.